# Winds of Change
Winds of Change är ett musikalbum av Eric Burdon & the Animals lanserat i Storbritannien och USA 1967 på skivbolaget MGM Records. Eric Burdon började 1967 om med en ny upplaga av The Animals vars musik var mer inspirerad av psykedelisk rock än den R&B-baserade rock som präglade tidiga Animals.
Från albumet släpptes "San Franciscan Nights" och "Good Times" som singlar, varav den först nämnda blev en stor hit, medan den andra blev en mindre framgång. Låten "Yes I Am Experienced" var en svarslåt till Jimi Hendrix låt "Are You Experienced".

## Låtlista
Sida 1
1. "Winds of Change" – 3:59
2. "Poem by the Sea" – 2:15
3. "Paint It, Black" (Mick Jagger/Keith Richards) – 5:57
4. "The Black Plague" – 5:58
5. "Yes I Am Experienced" – 3:38

Sida 2
1. "San Franciscan Nights" – 3:18
2. "Man—Woman" – 5:29
3. "Hotel Hell" – 4:46
4. "Good Times" – 2:58
5. "Anything" – 3:19
6. "It's All Meat" – 2:01

- Alla låtar skrivna av Eric Burdon, Vic Briggs, John Weider, Barry Jenkins, Danny McCulloch där inget annat anges.

## Medverkande
Musiker (The Animals)
- Eric Burdon – sång
- Vic Briggs – gitarr, piano, vibrafon, arrangements
- John Weider – gitarr, fiolin
- Danny McCulloch – basgitarr
- Barry Jenkins – trummor

Bidragande musiker
- Keith Olsen – basgitarr

Produktion
- Tom Wilso – musikproducent
- Val Valentin – ljudtekniker
- Ami Hadani – ljudtekniker
- Ed Kraimer – ljudtekniker, ljudmix
- Gary Kellgren – ljudmix
- Paragon Publicity, Eric Burdon – omslag